# لاي فان سام
لاي فـان سام (بالفيتنامية: Lại Văn Sâm)‏ هو صحفي فيتنامي، ولد في 1957 في هانوي في فيتنام.